# Elżbieta Rogala (superstulatka)

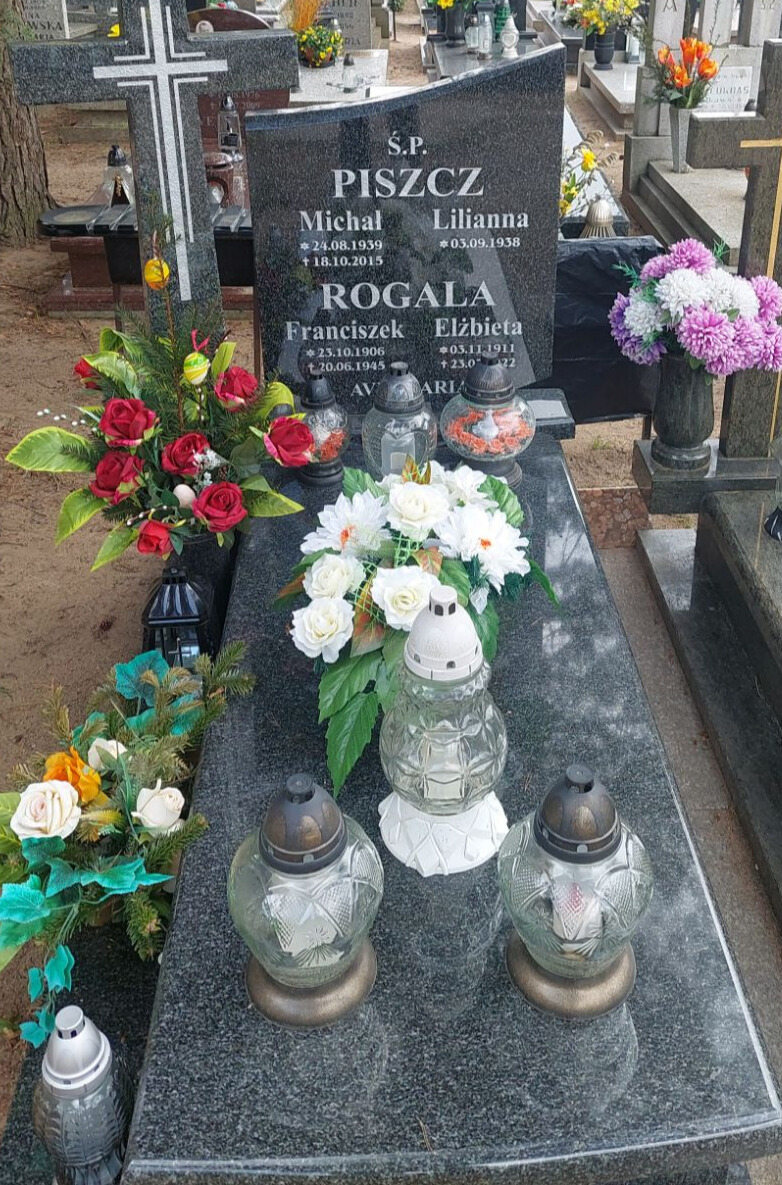
Nagrobek Elżbiety Rogali na cmentarzu parafii św. Trójcy w Bydgoszczy

Elżbieta Rogala (ur. 3 listopada 1911 w Zamościu koło Chojnic, zm. 23 marca 2022 w Chełmnie) – polska superstulatka.

## Życiorys
Pochodziła z Zamościa koło Chojnic, jednak już w pierwszych latach życia przeprowadziła się do Krostkowa (w  obecnym województwie wielkopolskim). W listopadzie 1937 wyszła za mąż za Franciszka Rogalę, z którym zamieszkała w Bydgoszczy. Jej mąż pracował wówczas jako ogrodnik zatrudniony przez magistrat. Małżeństwo doczekało się syna i dwóch córek. W trakcie okupacji niemieckiej Franciszek został wywieziony do III Rzeszy na roboty przymusowe, z których powrócił w 1943. Krótko po wojnie owdowiała i utrzymywała się z renty po mężu, zaś w 1956 rozpoczęła pracę w Zakładach Graficznych im. Komisji Edukacji Narodowej w Bydgoszczy (przy ulicy Jagiellońskiej). W ostatnim okresie życia mieszkała w Domu Pomocy Społecznej w Chełmnie, prowadzonym przez Zgromadzenie Sióstr Miłosierdzia św. Wincentego à Paulo.
W 2021 roku marszałek województwa kujawsko-pomorskiego Piotr Całbecki zainicjował akcję wysyłania życzeń Elżbiecie Rogali z okazji jej nadchodzących 110 urodzin. W listopadzie 2021 świętowała 110 urodziny i z tej okazji odwiedzili ją m.in. burmistrz Chełmna Artur Mikiewicz, marszałek Piotr Całbecki oraz Zespół Pieśni i Tańca Pomorze.
W trakcie pandemii COVID-19 w Polsce przeszła zakażenie COVID-19.
W 2021 została najstarszą mieszkanką województwa kujawsko-pomorskiego.
Zmarła 23 marca 2022 i została pochowana na cmentarzu parafii św. Trójcy w Bydgoszczy.